# Francesco Vatielli
Francesco Vatielli (Pesaro, 1º gennaio 1877 – Portogruaro, 12 dicembre 1946) è stato un compositore e musicologo italiano.

## Biografia
Vatielli da giovane approfondì le sue conoscenze musicali grazie agli studi liceali, svolti presso il Liceo musicale Rossini di Pesaro, sotto la guida di Antonio Cicognani e Pietro Mascagni; inoltre si iscrisse all'Università di Bologna per seguire il corso di filologia, che proseguì all'Istituto di Studi Superiore di Firenze.
Dall'età di ventinove anni assunse l'incarico di dirigere la Biblioteca del Liceo musicale di Bologna, dove contemporaneamente ha svolto il ruolo di insegnante di storia della musica e di direttore dello stesso Istituto nel biennio 1924-1925.
Come storico e critico musicale ha collaborato con numerose riviste, occupandosi soprattutto della storia musicale.
Nel biennio 1922-1923 Vatielli ha fondato e diretto la rivista La Cultura Musicale.
Raccolse, trascrisse ed armonizzò: Antiche cantate d'amore, Antiche cantate spirituali, Antichi maestri bolognesi: Azzaiolo, Villotte del Fiore .
Tra le sue pubblicazioni, annoveriamo sia lavori storici sia didattici: La Biblioteca del Liceo Musicale di Bologna (1917); Rossini a Bologna (1917-1918); I ragionamenti di Petronio Isaurico (1923); Ragionamenti e fantasie (1924); Cinquant'anni di vita musicale bolognese (1918); Primordi dell'arte del violoncello (1918); Materia e forma della musica 2 volumi (1922-1928); Vita e Arte musicale a Bologna (1922); Il Principe di Venosa ed Eleonora d'Este (1941); numerosi scritti di storia della musica su riviste italiane e straniere.
Tra i lavori musicali principali di Vatielli menzioniamo principalmente musica strumentale: Intermezzi per l'Orfeo di Poliziano, Canti di Melitta, canto e pianoforte; Fiabe e balocchi per pianoforte; Figurine cinesi per pianoforte.